# The Loveliest Time
The Loveliest Time è il settimo album in studio della cantante canadese Carly Rae Jepsen, pubblicato il 28 luglio 2023 dalle etichette 604 Records, School Boy Records, Interscope Records. L'album funge da B-side del sesto album in studio The Loneliest Time, pubblicato nel 2022.

## Antefatti
Nel febbraio 2020, mentre era impegnata nel The Dedicated Tour, Jepsen ha raccontato di aver iniziato a raccogliere idee per il suo sesto album in studio. La sua creatività è stata stimolata dalla pandemia di COVID-19, che l'ha spinta a trasformare un vecchio ufficio nella sua residenza di Los Angeles dove ha iniziato le sessioni di registrazione di quello che sarebbe diventato The Loneliest Time. Nelle sessioni produsse oltre produssero oltre 65 brani riarrangiati, esprimendo l'idea di adoperarle per un B-side dell'album.

Nel luglio del 2023, nove mesi dopo l'uscita di The Loneliest Time, Jepsen ha confermato che sarebbe stato pubblicato un album di accompagnamento B-side. In precedenza la cantante aveva pubblicato gli album B-side Emotion: Side B e Dedicated Side B, che contenevano canzoni registrate durante le sessioni per i rispettivi album A-side. In un'intervista a Variety, Jepsen ha spiegato la decisione di realizzare un altro lato B, senza riportarlo nel titolo del progetto:

## Descrizione
Il progetto ha visto la partecipazione alla produzione di Rostam Batmanglij e James Ford. Batmanglij ha dichiarato che il materiale a cui aveva contribuito era in levare, affermando in un cominicato: "Le due che abbiamo fatto per The Loveliest Time hanno i BPM, preparatevi a ballare". Jepsen ha raccontato il processo creativo e il significato dell'album in un'intervista rilasciata a Rolling Stone:

## Promozione
L'album, preceduto dal singolo Shy Boy, è stato annunciato ufficialmente il 6 luglio dalla cantante tramite un post sui suoi account social.

## Accoglienza
Ben Salmon di Paste ha riportato che la realizzazione di B-side per l'artista «non è più ufficialmente una stranezza» in cui la cantautrice «si trova in una modalità esplorativa e sperimenta una varietà di nuovi stili; [...] Questo è il valore della vera libertà artistica». Salmon apprezza in particolar modo i brani Put It To Rest, descritto «come una splendida collisione di archi fragorosi, percussioni di batteria e basso incalzanti», Aeroplanes e After Last Night, quest'ultimo visto come «la versione dolcemente luminosa dell'hyperpop della Jepsen». Recensendo l'album per Pitchfork, Harry Tafoya associa il cantautorato di Jepsen a quello di Taylor Swift, riportando che «laddove ogni parola della Swift approfondisce una mitologia personale già di culto, la personalità della Jepsen è più ampia: meno identificabile con un suono». Il giornalista, paragonando i due progetti correlati, scrive che, «The Loneliest Time era intriso di perdite personali e malessere pandemico, The Loveliest è impettito ed estroverso» trovandolo musicalmente «uno dei dischi più variegati del suo catalogo», definendolo «una solida controparte del suo album gemello, che scambia la potenza tranquilla e introspettiva con la gioia sfrenata e frenetica».

## Tracce
1. Anything to Be with You – 3:17 (Carly Rae Jepsen, Jared Manierka, Noonie Bao, Patrik Berger, Tavish Crowe)
2. Kamikaze – 2:59 (Jepsen, Jakob Hazell, Svante Halldin)
3. After Last Night – 3:29 (Jepsen, Bao, Rostam Batmanglij)
4. Aeroplanes – 3:21 (Jepsen, Berger)
5. Shy Boy – 3:29 (Jepsen, Ben Romans, Ethan Gruska, Kyle Shearer, Nate Campany, Boaz Watson, June Williams)
6. Kollage – 4:17 (Jepsen, Berger)
7. Shadow – 2:49 (Jepsen, Batmanglij)
8. Psychedelic Switch – 4:32 (Jepsen, Kyle Shearer, Nate Cyphert)
9. So Right – 3:36 (Jepsen, Cole Marsden Greif-Neill, Cyphert)
10. Come Over – 2:54 (Jepsen, John Hill, Jordan Palmer, Campany)
11. Put It to Rest – 3:18 (Jepsen, Bao, Berger)
12. Stadium Love – 2:51 (Jepsen, Lewis OfMan)
13. Weekend Love – 2:42 (Jepsen, Gruska)